# Wojciech Fendler
Wojciech Fendler (ur. 1982) – polski lekarz, profesor nauk medycznych, specjalista w dziedzinie biostatystyki i medycyny translacyjnej. Od 2024 prezes Agencji Badań Medycznych.

## Życiorys
Absolwent I Liceum Ogólnokształcącego im. Mikołaja Kopernika w Łodzi (matura 2001r.). W 2007 r. ukończył z wyróżnieniem Uniwersytet Medyczny w Łodzi, uzyskując tytuł najlepszego studenta Uniwersytetu Medycznego w Łodzi – Primus Inter Pares. Doktoryzował się w 2011 r. w oparciu o pracę „Rola zaburzeń struktury i funkcji genu insuliny w patogenezie i przebiegu klinicznym cukrzycy”, której promotorem był prof. Wojciech Młynarski. W 2013 r. uzyskał stopień doktora habilitowanego nauk medycznych z dziedziny diabetologii, a w 2020 tytuł profesora nauk medycznych. Od 2017 r. jest profesorem wizytującym w Harvard Medical School (Dana-Farber Cancer Institute), a także profesorem Uniwersytetu Medycznego w Łodzi.
W maju 2024 wygrał konkurs na stanowisko prezesa Agencji Badań Medycznych.

### Działalność na rzecz rozwoju młodych oraz popularyzacji nauki
Wraz z prof. Wojciechem Młynarskim jest inicjatorem programu zajęć z biostatystyki i epidemiologii dla studentów Wydziału Lekarskiego Uniwersytetu Medycznego w Łodzi, włączonego do programu studiów od roku akademickiego 2009/2010. Od 2014 r. wraz z profesorami Cezarym Watałą, Wojciechem Młynarskim i Michałem Nowickim utworzył autorskie studia podyplomowe z analizy danych biomedycznych „Elementy metodologii badań empirycznych w medycynie i Zastosowania statystyki w badaniach biomedycznych”. W latach 2014–2019 pełnił funkcję Przewodniczącego Zespołu ds. Indywidualnego Toku Studiów na UM w Łodzi – programu dla szczególnie uzdolnionych studentów. W 2015 r. został włączony w poczet członków Akademii Młodych Uczonych Polskiej Akademii Nauk. Pełni funkcję kierownika Zakładu Biostatystyki i Medycyny Translacyjnej.

### Zainteresowania badawcze
Zajmuje się badaniami cukrzycy monogenowej, zastosowaniem miRNA w diagnostyce chorób nowotworowych oraz powikłań radioterapii lub narażenia na promieniowanie jonizujące.

## Nagrody i wyróżnienia
- 2020 laureat ósmej edycji Nagrody NCN[13]
- 2016 Członek Akademii Młodych Uczonych Polskiej Akademii Nauk[1]
- 2016 Nagroda ISPAD Young Investigator Award – międzynarodowa nagroda towarzystwa naukowego przyznawana dla najlepszego młodego naukowca w diabetologii dziecięcej[14]
- 2013 Zwycięzca ogólnopolskiego plebiscytu Polacy z Werwą w kategorii Medycyna[15]
- 2012 Laureat 21 edycji programu START Fundacji na Rzecz Nauki Polskiej z wyróżnieniem[16]
- 2011 Zwycięzca XI edycji konkursu „Zostańcie z Nami” w kategorii nauk o życiu, organizowanego przez Fundację Tygodnika Polityka[2]
- 2007 Najlepszy student Uniwersytetu Medycznego w Łodzi – Primus Inter Pares[6]